# Клемпоуз Галина Ігорівна
Галина Ігорівна Клемпоуз (позивний «Перлинка»; нар. 22 квітня 1994, с. Птича, Рівненська область) — українська громадська активістка, волонтерка, доброволець, військовослужбовиця, солдат 46 ОШБ Збройних сил України, учасниця російсько-української війни. Членка правління ГО «Жіночий ветеранський рух» (2018), співзасновниця ГО Асоціація родин захисників «Азовсталі» (2022).
Онука учасниці національно-визвольних змагань, зв'язкової УПА Ганни Мартинюк (псевдо «Таня»).

## Життєпис
Галина Клемпоуз народилася 22 квітня 1994 року в селі Птича, нині Тараканівської громади Дубенського району Рівненської области України.
Закінчила факультет прокуратури Національного юридичного університету імені Ярослава Мудрого (2017, маґістр, спеціальність — правознавство).
У 2014 році будучи студенткою, розпочала волонтерську діяльність. 2016-го добровільно вступила до 1-ї окремої штурмової роти ДУК «Правий сектор», того ж року підписала контракт із 1-ю мобільною бригадою 54-ї окремої механізованої бригади Збройними силами України. Воювала разом із Василем Сліпаком. Згодом перевелася в 46-й окремий штурмовий батальйон «Донбас». Була на посадах оператора, санітара-стрільця, гранатометника, санінструктора роти, бойового медика взводу, виконувала роботу аеророзвідниці та прессекретаря батальйону. У 2018 році звільнена зі служби.
Представляла ветеранок в штаб-квартирі НАТО (2019). Випускниця програми «Open World» по обміну досвіду ветеранів з США.

## Нагороди
- подяка Дубенської РДА (8 вересня 2015) — за значний особистий внесок у соціально-економічний розвиток району, вагомі трудові здобутки, активну громадянську позицію,  надану посильну матеріальну, фінансову та духовну підтримку наших земляків, які воюють на Сході країни та з нагоди проведення районного свята «З народної криниці»[1].